# Jan Wojciech Parys
Jan Wojciech Parys herbu Prawdzic – starosta nurski w 1669 roku, stolnik nurski, starosta kamieniecki i ostrowski.
Był elektorem Władysława IV Wazy z ziemi czerskiej w 1632 roku. W czasie elekcji 1669 roku został sędzią generalnego sądu kapturowego. Elektor Michała Korybuta Wiśniowieckiego z ziemi nurskiej w 1669 roku. W 1672 roku był deputatem województwa mazowieckiego na Trybunał Główny Koronny.